# Горохов, Анатолий Сергеевич
Анато́лий Серге́евич Горо́хов (7 апреля 1938, Калинин — 30 ноября 2023, Москва) — советский и российский эстрадный певец, поэт-песенник. Автор песен «Королева красоты» и «Наша служба и опасна, и трудна».

## Биография
Родился 7 апреля 1938 года в Калинине (ныне — Тверь).

Я родился в Калинине, был четвёртым ребёнком в семье. Всё моё детство связано с этим городом. Отец был директором медно-аммиачной фабрики. Мама работала инженером по качеству на ткацкой фабрике. Они были людьми технического склада ума, очень образованными и воспитанными. Я рано научился читать и писать. Книги проглатывал одну за другой, что значительно расширило мой кругозор и словарный запас— Из интервью газете «Петровка, 38»
Учился в средней школе № 6 родного города (в разное время её окончили Борис Полевой и Андрей Дементьев).
Окончил Московскую консерваторию по классу вокала.
В 1960—1970-х годах вёл на радио музыкальные программы «После полуночи» и «До-ре-ми-фа-соль». Участвовал в озвучивании советского мультфильма «Бременские музыканты» и его продолжения — «По следам бременских музыкантов».
Песня Марка Минкова на стихи Анатолия Горохова «Наша служба», которая звучит с первого по семнадцатый эпизод телесериала «Следствие ведут ЗнаТоКи», стала неофициальным гимном советской, а впоследствии и российской милиции.
В феврале 2011 года Анатолий Горохов стал лауреатом премии конкурса ГУВД по городу Москве на лучшие произведения и проекты в области литературы, искусства и благотворительности.
Скончался 30 ноября 2023 года в Москве от воспаления лёгких.

## Творчество

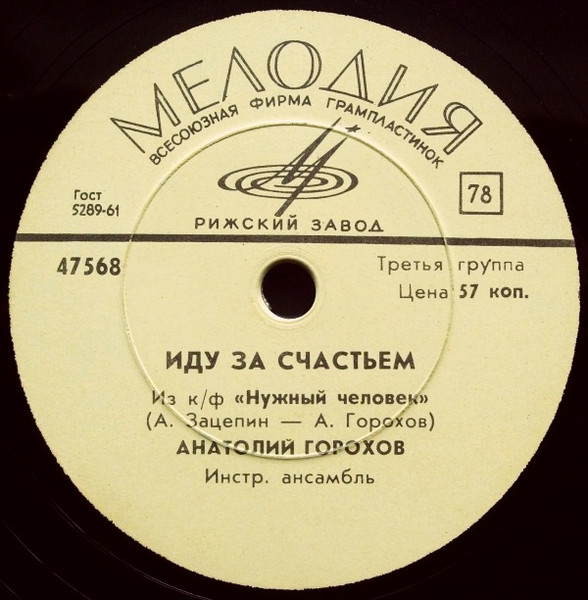

### Песни в исполнении А. Горохова
- Песня в платочке (композитор В. Купревич — автор текста В. Семернин)
- Дальних звёзд огни (В. Купревич — Н. Турлай)
- Воробышек (В. Купревич — Н. Берендгоф)
- Тройка (В. Купревич — А. Горохов)
- Два боксёра (В. Купревич — А. Горохов)
- Пиши (А. Быканов — А. Горохов)
- Никогда больше (В. Пентовский — А. Тыльчинский, на польском языке)
- Улетают птицы (Ю. Вой — А. Тыльчинский, на польском языке)
- Иду за счастьем (А. Зацепин — А. Горохов, из к/ф «Нужный человек»)
- Довоенный журнал (М. Карминский — Е. Храмов)
- Его зарыли в шар земной (М. Карминский — С. Орлов)
- Есть такая война (А. Флярковский — Л. Дербенёв)
- Крыши (О. Фельцман — И. Шаферан)
- Лыжный твист (В. Купревич — Н. Турлай)
- Мальчишки 41-го года (М. Карминский — С. Зеликин)
- Наша служба (М. Минков — А. Горохов) с Эдуардом Лабковским
- Обещание весны (К. Кромский — А. Дмоховский)
- Ветер перемен (М. Дунаевский — Н. Олев) с Павлом Смеяном и Татьяной Ворониной
- Песня визиря 1 (Е. Крылатов — Ю. Энтин)
- Песня визиря 2 (Е. Крылатов — Ю. Энтин)
- Песня инспектора (М. Минков — В. Харитонов)
- Полярный край (Ю. Терентьев — Н. Панов)
- Разреши мне назвать тебя другом (Э. Колмановский — М. Матусовский)
- Старая карта (Ю. Никольский — С. Богомазов)
- Чунга-Чанга (В. Шаинский — Ю. Энтин) с Аидой Ведищевой
- Ничего на свете лучше нету (Г. Гладков — Ю. Энтин) с Олегом Анофриевым
- Паба-па-бабам (тема представления) (Г. Гладков) с Олегом Анофриевым
- Песня королевских стражников (Г. Гладков — Ю. Энтин) c Геннадием Гладковым и Олегом Анофриевым
- Песня разбойников (переодетых Бременских музыкантов) (Г. Гладков — Ю. Энтин) с Олегом Анофриевым
- По следам Бременских музыкантов (основная тема) (Г. Гладков) с Муслимом Магомаевым, Эльмирой Жерздевой и вокальным ансамблем

### Песни на стихи А. Горохова
- Будь со мной (композитор. Арно Бабаджанян) — Муслим Магомаев
- Город мой Баку (П. Бюль-Бюль оглы) — Муслим Магомаев
- Звёздный сон (В. Купревич) — Олег Анофриев
- Играй, гармонь (В. Зубков) — Геннадий Каменный
- Иду за счастьем (А. Зацепин, Е. Крылатов)
- Как мне быть (Полад Бюль-Бюль оглы) — Полад Бюль-Бюль оглы
- Колыбельная (Арно Бабаджанян) — Анна Герман
- Королева красоты (Арно Бабаджанян) — Эмиль Горовец, Муслим Магомаев, Алексей Секацкий
- Мир на двоих (Арно Бабаджанян) — Муслим Магомаев
- Мираж (В. Купревич) — Муслим Магомаев
- Морская граница (Е. Крылатов) — Евгений Кибкало
- Наша служба (М. Минков)
- Ожидание любви (В. Зубков) — ВИА «Сибирью рождённые»
- Песня прилетела из Москвы (А. Бабаджанян) — ВК «Аккорд»
- Пингвины (В. Купревич) — ВК «Аккорд»
- Русский перепляс (В. Купревич) — Инга Демьянова
- Солнцем опьянённый (А. Бабаджанян) — Муслим Магомаев
- Старый патефон (В. Купревич) — Николай Щукин
- Танец весны (Г. Подэльский) — Муслим Магомаев
- Тревожный стук (Е. Птичкин) — Вероника Круглова, Венера Майсурадзе
- Ты поторопись (соавтор А. Дмоховский, комп. П. Бюль-Бюль оглы) — Полад Бюль-Бюль оглы
- Уснувший город (В. Купревич) — Дмитрий Ромашков
- Хоровод (В. Купревич) — ВК «Аккорд»
- Шехерезада (М. Магомаев) — Муслим Магомаев

### Озвучивание мультфильмов
- 1968 — Дорожное происшествие — вокальная партия[источник не указан 367 дней]
- 1969 — Бременские музыканты — вокальные партии (Осёл, охранники)[источник не указан 367 дней]
- 1970 — Катерок — вокальная партия (Попугай)[источник не указан 367 дней]
- 1972 — Русские напевы — вокальные партии
- 1973 — По следам бременских музыкантов — вокальная партия (Осёл)[источник не указан 367 дней]

### Озвучивание фильмов
- 1976 — Мама — вокальная партия (Волчонок, Осёл)
- 1983 — Мэри Поппинс, до свидания — бэк-вокал

## Личная жизнь
Анатолий Сергеевич Горохов до конца жизни был женат на актрисе Аде Шереметьевой (род. 1936).